# Dora (Zypern)
Dora (griechisch Δορά Dhora) ist eine Gemeinde im Bezirk Limassol in der Republik Zypern. Bei der Volkszählung im Jahr 2021 hatte sie 129 Einwohner.

## Lage und Umgebung

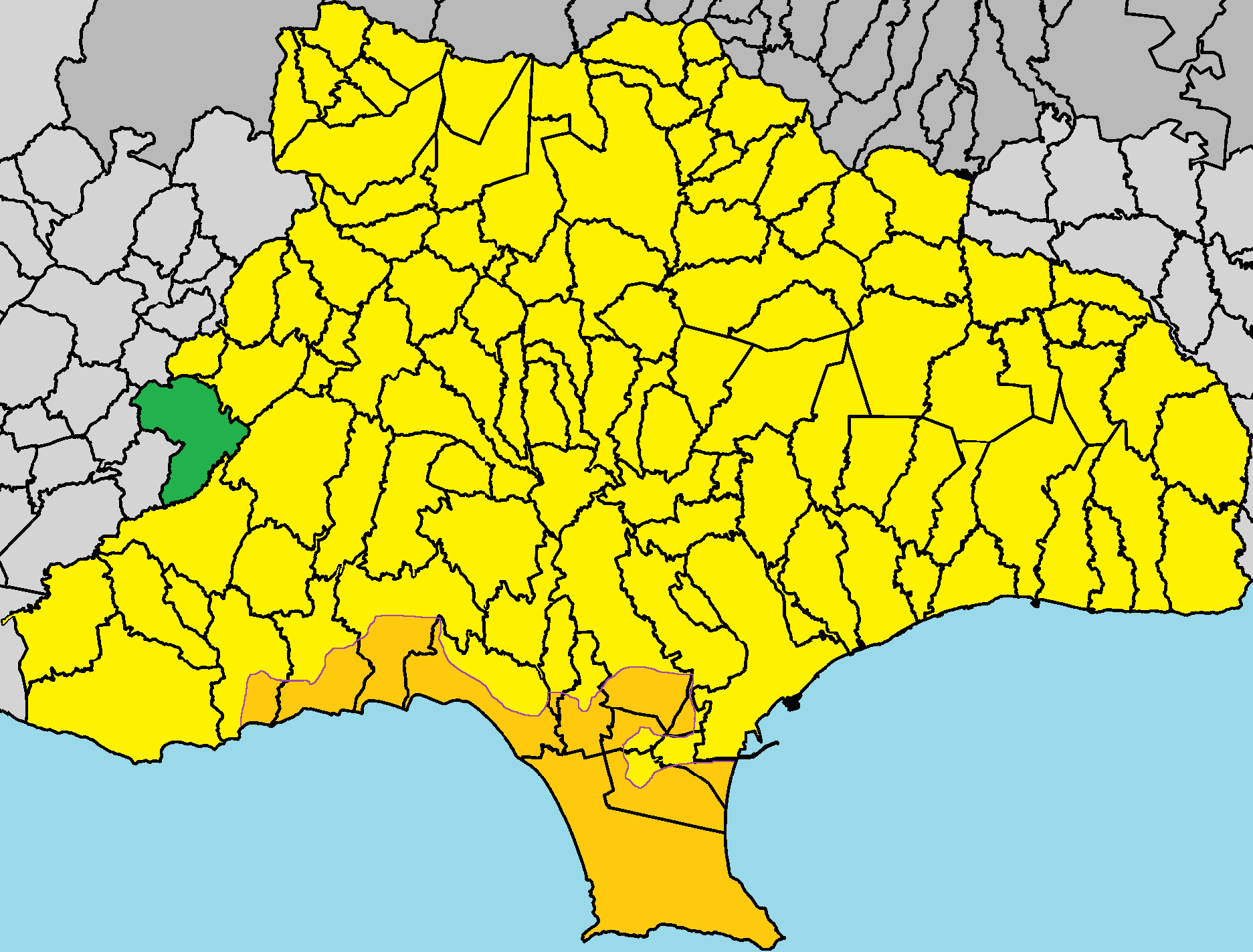
Lage im Bezirk Limassol

Dora liegt im Süden der Mittelmeerinsel Zypern auf einer Höhe von etwa 450 Metern, etwa 40 Kilometer nordwestlich von Limassol. Es liegt am Fuße des Berges Kordylas, zwischen den Flüssen Ha Potami und Dhiarizos. Auf den Ackerflächen des Dorfes werden Wein, Getreide, Oliven und Mandelbäume angebaut. Das etwa 17,17 Quadratkilometer große Dorf grenzt im Osten an Pachna, im Süden an Anogyra, im Südwesten an Mousere, im Westen an Prastio, im Nordwesten an Kidasi, im Norden an Gerovasa und im Nordosten an Malia.

## Geschichte
Es ist möglich, dass das Dorf durch die Auflösung anderer alter Siedlungen in der Gegend entstanden ist, deren Ruinen an verschiedenen Stellen gefunden wurden. Die ältesten schriftlichen Erwähnungen des Dorfes stammen aus der Zeit der fränkischen Besetzung. Laut Louis de Mas Latrie war Dora ein königliches Anwesen, das von Jakob II. an den Adligen Gabriel Gentile verliehen wurde, der sein Leibarzt war. Nach Gentiles Tod wurde das Dorf von Königin Caterina Cornaro Philippo Podokataros zugesprochen.

### Bevölkerungsentwicklung
| Jahr      | 1881 | 1891 | 1901 | 1911 | 1921 | 1931 | 1946 | 1960 | 1976 | 1982 | 1992 | 2001 | 2011 | 2021 |
| --------- | ---- | ---- | ---- | ---- | ---- | ---- | ---- | ---- | ---- | ---- | ---- | ---- | ---- | ---- |
| Einwohner | 337  | 452  | 523  | 588  | 652  | 660  | 752  | 715  | 547  | 371  | 247  | 184  | 145  | 129  |